# Zum Heiligen Kreuz (Bruckdorf)

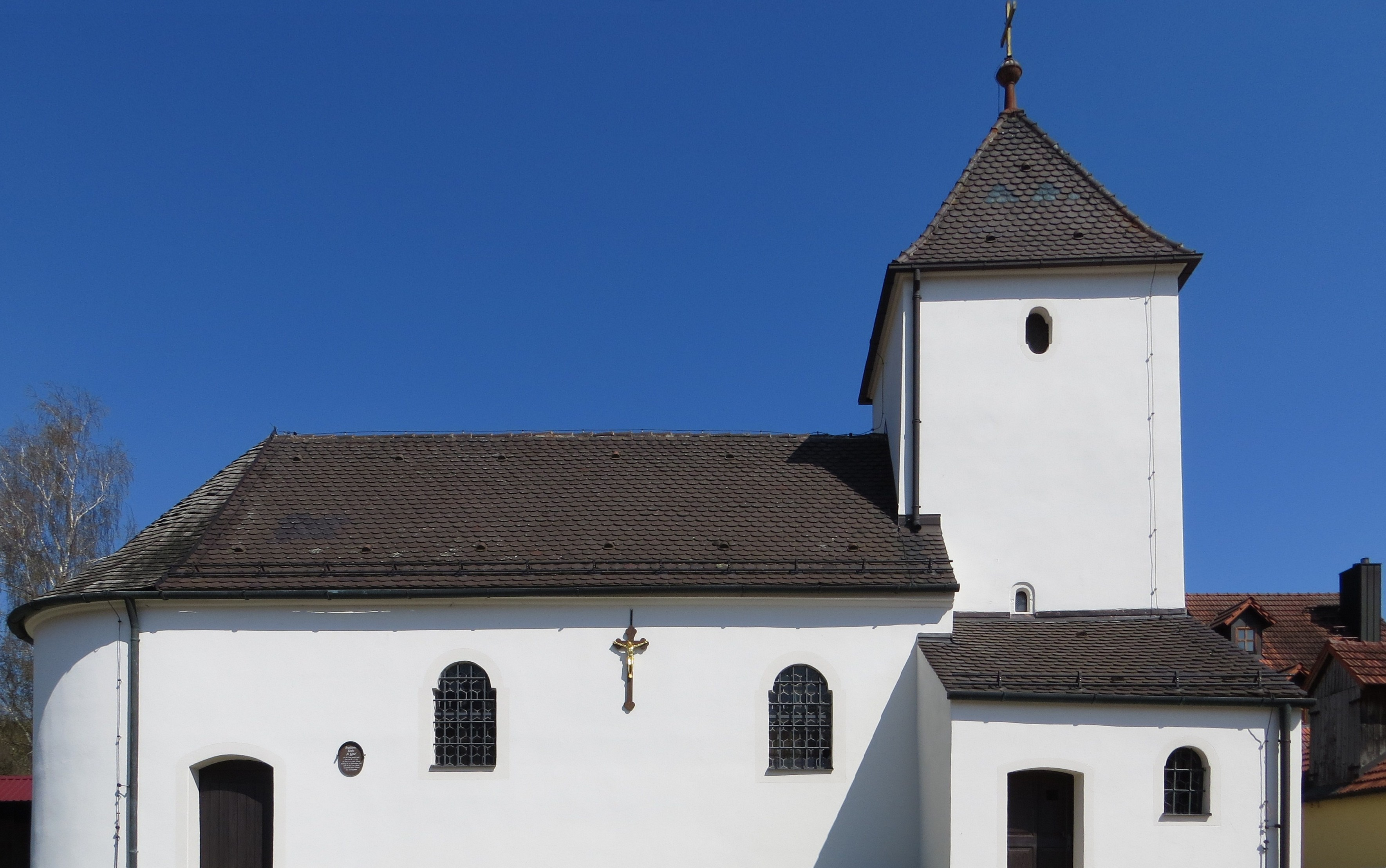
Zum Heiligen Kreuz (Bruckdorf)

Die römisch-katholische, denkmalgeschützte Kirche Zum Heiligen Kreuz steht in Bruckdorf, einem Gemeindeteil der Gemeinde Sinzing im Landkreis Regensburg der Oberpfalz. Sie gehört zum Bistum Regensburg. Das Bauwerk ist unter der Denkmalnummer D-3-75-199-17 als Baudenkmal in die Bayerische Denkmalliste eingetragen.

## Geschichte
Das Bauwerk geht im Kern  auf eine Kirche zurück, die 1052 von Papst Leo IX. aus der Ferne geweiht worden sein soll. Ab dem 12. Jahrhundert bis zur Säkularisation 1803 war sie im Besitz des Klosters Prüfening. Nach der zweckentfremdenden Nutzung ging die Kirche in staatlichen Besitz über und wurde 1819 neu geweiht und mit einer spätbarocken Kirchenausstattung versehen.

## Baubeschreibung
Die Saalkirche besteht aus einem Langhaus, das um 1710/20 nach Westen verlängert und halbrund abgeschlossen wurde, und einem Chorturm im Osten, an dem nach Süden die Sakristei angebaut ist. Der Innenraum des Langhauses wurde 1940 mit einer Deckenmalerei versehen. Zur Kirchenausstattung gehört ein um 1781–90 gebauter Hochaltar, der mehrfach umgestaltet wurde. Die nicht zugehörige Kreuzigungsgruppe wird Simon Sorg zugeschrieben. Die Kanzel und ihr Schalldeckel wurden 1766 gebaut.